# Erateina cometaris
Erateina cometaris är en fjärilsart som beskrevs av Butler 1873. Erateina cometaris ingår i släktet Erateina och familjen mätare. Inga underarter finns listade i Catalogue of Life.